# Marianne Mikko
Marianne Mikko (Võru, 26 de setembre de 1961) és una política estoniana membre del Parlament Europeu pel Partit Social Demòcrata, que forma part del Partit Socialista Europeu. Mikko és la líder de la comissió del Parlament Europeu encarregada de la Cooperació amb la República de Moldàvia.